# Frühlingserwachen (film 1929)
Frühlingserwachen (o Frühlings Erwachen. Eine Kindertragödie) è un film muto del 1929 diretto da Richard Oswald.

## Produzione
Il film fu prodotto dalla Hegewald Film e dalla Richard-Oswald-Produktion.

## Distribuzione
Distribuito dalla Hegewald Film, uscì nelle sale cinematografiche tedesche il 14 novembre 1929.